# Моя доисторическая семья. Генетический детектив
«Моя доисторическая семья. Генетический детектив» (швед. Min europeiska familj: De senaste 54 000 åren) — научно-популярная книга на шведском языке Карин Бойс, опубликованная в 2015 году издательством «Albert Bonniers Förlag» в Стокгольме. Автор книги - журналистка, бывший редактор отдела науки газеты "Дагенс нюхетер". 

## О книге
Книга посвящена антропогенезу — учению о становлении человека современного типа (Homo sapiens). Автор проследила свою генеалогию на протяжении 54 тысяч лет благодаря генетическим тестам и археологическим данным. Кроме того, в книге рассказывается о расселении людей по территории планеты. Работа Карин Бойс охватывает историю Европы с древнейших времён до начала эпохи викингов. 

## Оценки
Научно-просветительская программа «Всенаука», реализованная фондом «Русский глобус», оценивает книгу следующим образом:
- общая оценка: 3/4 («рекомендую прочитать»);
- корректность: 4/4 («объективное изложение, подтверждённое научными данными»);
- увлекательность: 3/4 («книга вызывает интерес и читается относительно легко»);
- доступность: 3,5/4 («книга доступна людям с базовыми знаниями на уровне школьной программы»—«книга доступна даже людям с нулевыми знаниями по теме»);
- актуальность: 3/4 («книга даёт базовые представления по теме»);
- раскрытие темы «Эволюция человека»: 7,5/12.

Александр Балакирев — кандидат биологических наук, старший научный сотрудник Института проблем экологии и эволюции имени А. Н. Северцова Российской академии наук:
«Книга представляет собой очень интересную попытку написать, своего рода, исторический роман на тему эволюционной антропологии, точнее, филогеографии человека. По архивным данным обычно пишут исторические романы, а тут мы видим роман антропологический, написанный по данным генетических архивов, да ещё и с задатками детектива… Без сомнения, это новый жанр литературы. Очень увлекательный, интересный, живой и захватывающий, читается почти как художественная литература, при этом автору нельзя отказать в научной точности изложения».